# Elaphoglossum vanderwerffii
Elaphoglossum vanderwerffii är en träjonväxtart som beskrevs av John T. Mickel. Elaphoglossum vanderwerffii ingår i släktet Elaphoglossum och familjen Dryopteridaceae. Inga underarter finns listade.